# Mairie-lavoir de Bucey-lès-Gy
La mairie-lavoir de Bucey-lès-Gy est une mairie-lavoir située à Bucey-lès-Gy, en France.

## Description
Inspiré par les plans en croix grecque de Jean-Claude Disqueux, architecte du Premier Empire, le bâtiment est construit en pierre calcaire finement moulurée. Le lavoir, situé au rez-de-chaussée sous la mairie, a une forme d'église à plan centré, où le bassin de source occupe la place de l'abside. Il possède une belle hauteur sous voûte et une façade monumentale comportant une avancée sous balcon avec cinq ouvertures en arc de plein cintre.

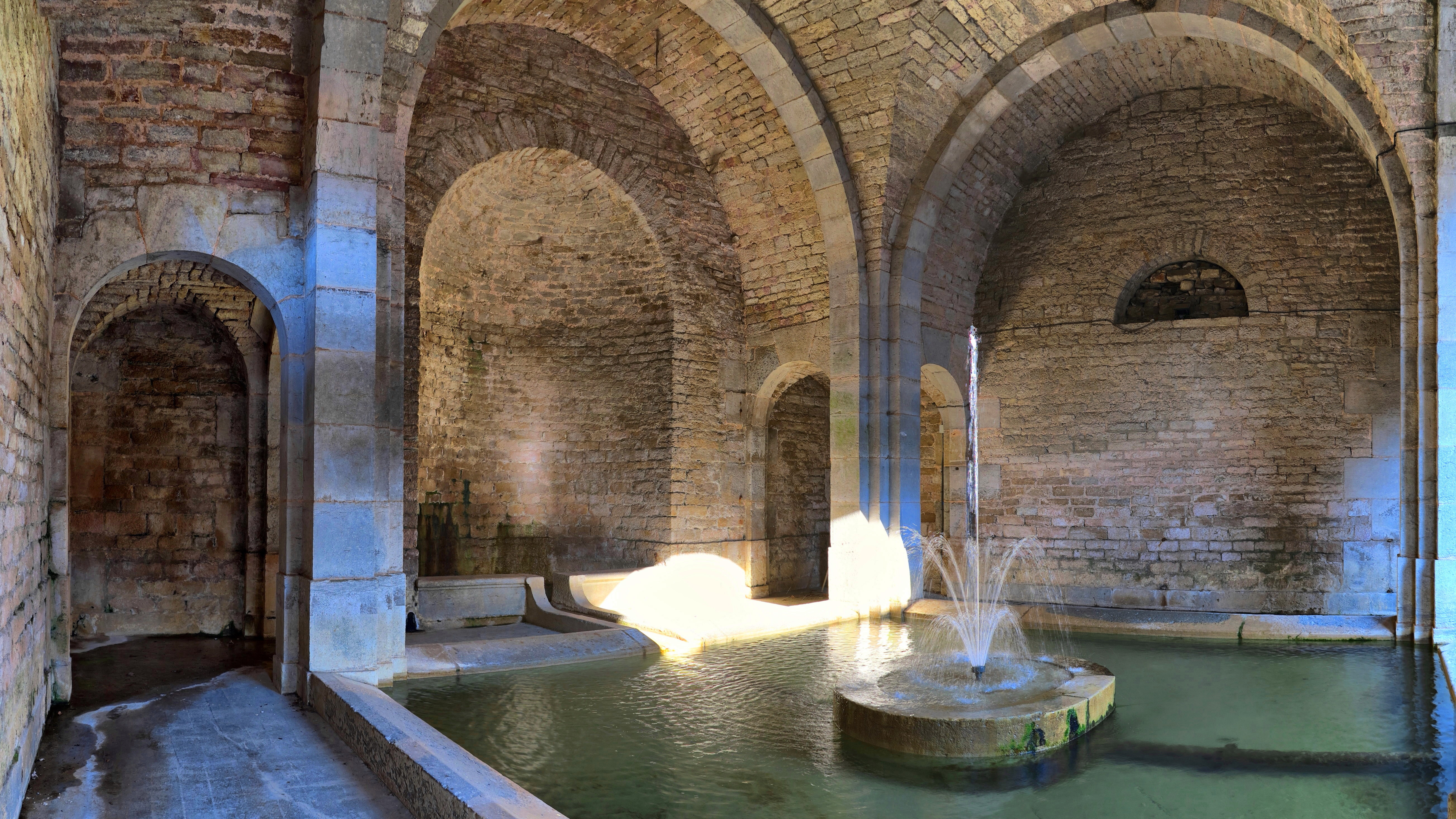
L'intérieur du lavoir.

## Localisation
La mairie-lavoir est située sur la commune de Bucey-lès-Gy, dans le département français de la Haute-Saône.

## Historique
La mairie-lavoir a été construite en 1827 sur les plans de l'architecte Louis Moreau. 
L'édifice est inscrit au titre des monuments historiques en 1975.